# Depuratore storico di Potenza
Il depuratore storico della città di Potenza è stato progettato da Girolamo Ippolito (1891 – 1975), coevo del tedesco Karl Imhoff (1876 - 1965), capostipite nel trattamento delle “acque luride” con il quale ebbe continue e proficue collaborazioni, tanto che il manuale Epurazione delle acque di fognature urbane di K. Imhoff (1934) è stato tradotto e annotato da Girolamo Ippolito.
L’impianto è stato costruito dall'impresa ing. V. Capuano e la direzione dei lavori è stata curata del Regio Genio civile di Potenza, che affidò la direzione tecnica sempre al prof. Ippolito. I lavori iniziarono nel 1933 e l’impianto entrò in funzione il 21 ottobre 1935 e fu inaugurato il 28 ottobre 1935.
Scriveva il Provveditore alle Opere Pubbliche Franklin Colamonico nel novembre del 1935 «L’opera è stata studiata secondo le più moderne vedute tecniche e rappresenta forse il primo impianto in Italia, nel quale siano stati realizzati un completo ciclo epurativo, un completo ciclo digestivo dei fanghi ed una completa utilizzazione dei gas della digestione, dei liquami epurati e dei fanghi digeriti'».
A conferma del carattere di unicità dell'impianto c'è una pubblicazione del giugno 1936 a cura di Gastone D’Avolio De Martino, Esame critico comparativo dei sistemi più in uso per la depurazione delle acque di fogna che riferisce dell’impianto sperimentale di Foggia (entrato in esercizio nel 1931) e dell’impianto di depurazione di Potenza (entrato in esercizio nel 1935).
Nel seguito si espongono le evidenze grazie alle quali l’impianto di Potenza risulta essere il primo del suo genere in Italia e tra i primi in Europa. Un’opera che, così come era stata pensata e realizzata, si integrava sia con la città sia con l’ambiente, secondo la filosofia dello sviluppo sostenibile che solo molti decenni più tardi si sarebbe affacciata nel dibattito scientifico e non solo, antesignana dell’economica circolare grazie alla quale oggi si cerca di perseguire un nuovo modello di sviluppo.
La realizzazione e l’esercizio dell’impianto, e la conseguente esperienza maturata, consentirono la diffusione e la formazione di generazioni di professori, ricercatori, studenti e tecnici del settore, nonché la diffusione della depurazione delle acque in Italia. A tal riguardo la lettera rinvenuta nell'archivio dell’Ente Autonomo Acquedotto Pugliese inerente alla visita programmata per il 15 maggio 1954 al depuratore di Potenza da parte dell’Associazione Nazionale di Ingegneria Sanitaria di Roma, testimonia (non unico documento tra quelli rinvenuti nel citato archivio) il rilevante interesse per l’impianto anche dopo circa venti anni dalla sua realizzazione.

## Ragioni storiche dell’opera
Le epidemie di colera spinsero tra la fine del ‘800 e gli inizi del ‘900, ad emanare provvedimenti che miravano in particolare a garantire la fornitura di acqua potabile e l’allontanamento e la depurazione delle acque luride.
Nel 1889 il dott. Michele Ricciuti scriveva: «… Se consideriamo il caso particolare del fiume Basento, che sarebbe qui destinato a ricevere i canali collettori, troviamo che le condizioni si fanno anche peggiori … Ora chi conosce quanto sia lento il movimento dell’acqua del Basento, e quanto scarsa la quantità d’acqua in certi periodi, potrà ben comprendere come tale sistema di smaltimento sia inapplicabile, potendosi correre perfino il pericolo che i materiali ristagnino allo scoperto. Bisogna adunque ricorrere al sistema d’irrigazione, sebbene anche esso abbia qualche inconveniente …».
Ricciuti evidenzia come il semplice collettamento e scarico nel fiume delle acque luride determina grossi problemi sanitari e al contempo ricorrere al sistema d’irrigazione non risulta di facile attuazione. L’art. 39 della Legge n. 5849 del 22 dicembre 1888, emanata dopo l’inchiesta sulle condizioni igienico sanitarie nei comuni del Regno conseguente la circolare Depretis del 9 gennaio 1885, stabilì che «Le case di nuova costruzione, od in parte rifatte, non possono essere abitate se … si dimostrato … essersi provveduto allo smaltimento delle acque immonde, delle materie escrementizie e di altri rifiuti, in modo da non inquinare il sotto-suolo …». Il voto del 19 aprile 1922 da parte del Consiglio Superiore dei Lavori Pubblici stabilì che per l’irrigazione non si potessero più usare acque luride se prima non preventivamente trattate negli impianti epurativi. Conseguentemente la comunità scientifica fu spinta a trovare soluzioni tese a garantire la salute pubblica. Nella documentazione degli anni Venti che accompagnava l’iter di approvazione del Piano Regolatore della città di Potenza, approvato con Deliberazione del Commissario Prefettizio n. 138 del 6 marzo 1928 si legge:
«A completamento di lavori della fognatura è necessaria la esecuzione di opportune opere di depurazione biologica per la immunizzazione dei liquami della fognatura stessa. Per tali opere è stato già interessato il Ministero dei LL.PP. che ha disposto lo studio di essi da parte dell’Ufficio del genio Civile»;
«Per i noti inconvenienti igienici derivanti dal libero sbocco nel Basento, che essendo alla sua origine, ha carattere spiccatamente torrentizio, di talché per buona parte dell’anno resta all’asciutto o la sua portata si riduce a poche decine di litri al secondo, l’interessato Comune ha giustamente domandato che l’importante opera di risanamento sia dallo Stato integrato con adatto impianto di depurazione biologica per irrigazione, preceduto da vasche di decantazione, terrosabbie, e vasche settiche»;;
«I campi biologici d’irrigazione così concepiti varranno ad ottenere una abbondante produzione di ortaglie non infette e costituiranno un buon cespite di entrata per la finanza del Comune»;;
«Due campi d’irrigazione presso il Basento verranno a depurare le acque di rifiuto e cloacali, che saranno previamente trattate in moderni impianti meccanici di decantazione, ferma-sabbie e depurazione settica, utilizzanti anche i residui a scopo agricolo e commerciale»..

## Descrizione dell'impianto
L’archivio storico del Dipartimento di Ingegneria Idraulica ed Ambientale dell’Università degli Studi di Napoli Federico II, nella rivista "Acqua e gas" (n. 11-12, 1938) conserva la pubblicazione dal titolo L’impianto di epurazione delle acque di fogna di Potenza a firma di Girolamo Ippolito nella quale si legge: «L’illustrissimo Provveditore per le Opere Pubbliche della Lucania, Gr. Uff. Ing. Franklin Colamonico, nel fissare i termini dell’appalto concorso, intese appunto creare un’opera modernissima che avesse quasi il carattere di impianto sperimentale, sui risultati del quale si sarebbe potuto in seguito orientare le future installazioni del genere … l’impianto completa quelle esperienze che sono state già svolte nella Stazione Sperimentale per la epurazione delle acque di fogna in Foggia».
Il depuratore, dimensionato per servire 24.000 abitanti, prevedeva «l’epurazione completa, anche ai fini della utilizzazione irrigua delle acque di fogna, in tempo asciutto, prevista per la portata media di 30 litri/sec e per quella massima di 60 litri/sec … l’epurazione completa, seppur leggermente meno spinta, delle acque miste in caso di pioggia fino alla portata massima di 90 litri/sec.», aveva lo schema di funzionamento rappresentato in Figura 1.
«Il trattamento, secondo i dettami della moderna tecnica, prevede:
1. delle griglie per trattenere le sostanze grossolane;
2. un dissabbiatore per trattenere le sabbie inerti trasportate nei periodi di pioggia;
3. un impianto di sedimentazione con annessa digestione ed essiccamento dei fanghi;
4. un impianto ossidativo con annessa sedimentazione finale degli effluenti.

L’ubicazione dell’impianto è stata studiata in modo da assicurare all'emissario una quota sufficiente a dominare una vasta area pianeggiante in sinistra del Basento, che verrà così irrigata coi liquami epurati»..
In estrema sintesi, l’opera si poneva l’obiettivo di salvaguardare il fiume Basento, in particolare nei periodi di magra, e di consentire l’irrigazione di ampi appezzamenti di terreno destinati ad attività agricole. Il trattamento si basava sull'utilizzo controllato di microorganismi spontaneamente presenti in natura, dunque un trattamento di tipo biologico. Esso consentiva la rimozione del carico inquinante dalle acque nere e al contempo determinava la produzioni di fanghi. Tali fanghi erano a loro volta trattati per produrre metano e per ridurne il volume.
Le stazioni dell'impianto sono le seguenti:
1. Griglie
2. Dissabbiatore
3. Vasche di sedimentazione Imhoff
4. Vasche di aerazione
5. Vasche di sedimentazione finale
6. Pozzetti di fanghi attivati
7. Vasche di trattamento delle acque di supero
8. Vasche di rigenerazione
9. Pozzetti dei fanghi di digestione
10. Vasche di digestione
11. Letti di essiccamento dei fanghi
12. Organi di epurazione del gas
13. Gasometro
14. Edificio del cloratore
15. Vasche di contatto per la clorazione dell’acqua
16. Motore a gas
17. Compressori d’aria
18. Riscaldatori

Le unità tecnologiche che caratterizzavano il progetto originario sono schematizzate e rappresentate nello schema di funzionamento e nella planimetria dell’impianto allegato alla relazione del prof. Ippolito, e il layout originario è sovrapponibile a quello rinvenuto presso l’archivio storico dell’Acquedotto Pugliese, allegato alla relazione datata 6 marzo 1948 con la quale si procedeva alla richiesta di interventi manutentivi.

## La rilevanza storica dell'impianto
Il ciclo tecnologico del depuratore di Potenza era stato progettato al fine di salvaguardare il fiume Basento e le condizioni igienico sanitarie della popolazione, cercando di conseguire bassi consumi energetici e un refluo depurato idoneo per essere utilizzato a scopi irrigui e costituire «un buon cespite di entrata per la finanza de Comune». Si trattava della prima esperienza in Italia e tra le prime in Europa. Il ciclo tecnologico prevedeva l’utilizzo di microorganismi biologici spontaneamente presenti in natura, e non quello di sostanze chimiche; e si ottennero subito ottimi risultati.
Girolamo Ippolito in merito alla configurazione che potesse consentire la produzione di metano e il suo sfruttamento per ottimizzare i costi di gestione dell’impianto scriveva: «In mancanza di una concreta esperienza, anche estera, in materia, in quanto in questo campo si era anche altrove alle prime realizzazioni, si progettò una installazione atta a fronteggiare qualunque difficoltà, salvo giudicare poi in sede di esercizio se alcune delle predisposizioni adottate potessero omettersi o semplificarsi in impianti futuri»..
L’impianto fu progettato in modo tale da poter essere in maniera flessibile condotto, a seconda delle evidenze che via via emergevano avviato e proseguito l’esercizio, e porre attenzione al bilancio energetico complessivo. Scriveva ancora Ippolito che nonostante l’impianto «non ha potuto funzionare in pieno per un tempo sufficientemente lungo da permettere la deduzione di elementi precisi per un bilancio termico ed energetico ( [...] ) il quantitativo di gas prodotto ha oscillato dai 100 ai 200 mc al giorno, i valori più bassi avendosi naturalmente in inverno, i più alti in estate». 
In merito all'utilizzo irriguo delle acque depurate, «l’ubicazione a valle della Ferrovia implicava una quota di arrivo troppo bassa per poter irrigare la vasta area pianeggiante fra la strada Nazionale ed il fiume. Si è risoluto il problema tenendo la quota di arrivo più alta del livello del terreno». L’avvenuto uso irriguo del refluo depurato è testimoniato da due documenti conservati presso l'Archivio storico dell’Acquedotto Pugliese: il Contratto concessione liquami (prot. n 53 del 23 gennaio 1946) e la Convenzione vendita liquami dell’impianto epurativo all’Istituto Zootecnico per la Lucania – Potenza (prot. n. 2720 del 1º agosto 1953).
Nel primo caso il sig. Acierno Gerardo a nome suo e di altre persone, stipulava un «contratto per la concessione di liquami dell’impianto epurativo di Potenza»; al fine di poter irrigare alcuni appezzamenti di terreno posizionati nei pressi dell’impianto.
Nel secondo documento si evince che «In data 15 ottobre 1952 fu stipulata con l’Istituto Zootecnico una convenzione per l’utilizzazione di quei liquami» dell’impianto di depurazione di Potenza.
Nel fascicolo n. 4 (1939) della rivista "Il monitore tecnico: giornale di architettura d’Ingegneria civile ed industriale, d’edilizia ed arti affini", l'ing. Giuseppe delle Canne pubblicò un articolo dal titolo Produzione del metano dalle acque cloacali, in cui si legge che:
«Data la maggiore richiesta di metano per tale uso, anche per diminuire il consumo di carburante che si deve importare dall’estero, si è pensato d’integrare la produzione di metano naturale già in atto, ricavandolo dal trattamento delle acque cloacali delle città: fino ad ora vi sono già in esercizio due di tali impianti, uno a Potenza e uno a Foggia»
«In Italia, come si è detto innanzi, sono in azione impianti di raccolta del gas sviluppato nella digestione del fango della fognatura, a Potenza e a Foggia: i dati raccolti per l’impianto di Potenza dimostrano che il gas proveniente dalla depurazione biologica delle acque cloacali ha un potere calorifico di circa 5.600 calorie, e che il quantitativo che si può raccogliere in seguito ad una normale digestione tecnica, può ritenersi di circa 15-20 litri per ogni abitante connesso e per giorno».
A Foggia, nella stazione sperimentale, si svolgeva attività di ricerca sul trattamento delle acque. I primi risultati di quelle ricerche furono pubblicati in un volume dal titolo La stazione sperimentale di Foggia per l’epurazione ed utilizzazione delle acque di fogna nel primo biennio di esercizio, pubblicato nel 1934. Nella premessa si legge: «volume che contiene i risultati delle ricerche sul trattamento delle acque di rifiuto, eseguite sotto la direzione del prof. ing. Girolamo Ippolito».. A Potenza lo stesso Ippolito riesce, sulla base delle esperienze di ricerca maturate a Foggia, a far sì che si realizzasse, come già riportato, «il primo impianto in Italia, nel quale siano stati realizzati un completo ciclo epurativo, un completo ciclo digestivo dei fanghi ed una completa utilizzazione dei gas della digestione, dei liquami epurati e dei fanghi digeriti». 
L'ingegner De Martino, in un articolo pubblicato sulla rivista "Acqua e gas" (n. 1, 1941) cita tra gli impianti in funzione in Italia che producono metano quelli di Potenza, Rapallo, Trieste e Montecatini. Le suddette testimonianze costituiscono la conferma che quello di Potenza è il primo impianto di trattamento a ciclo completo con produzione di metano entrato in esercizio in Italia.
Si può dire che, se si eccettua l’impianto sperimentale di Foggia ultimato nel 1931 e realizzato in scala di laboratorio con l’obiettivo di sperimentare quanto poi doveva essere realizzato e provato a scala operativa, il primo impianto realizzato in Italia di trattamento di depurazione biologica con trattamento fanghi e produzione di metano, funzionante, risulta essere quello di Potenza, il cui esercizio ebbe inizio nel 1935.
Alla stessa epoca delle due realizzazioni di Foggia e Potenza risalgono i rapporti del prof. Ippolito con l’ing. Karl Imhoff (Berlino 1875-1965), unanimemente riconosciuto come il capostipite della moderna scienza della depurazione.
Nella prefazione al manuale di Imhoff Epurazione delle acque di fognature urbane, di cui Ippolito cura la traduzione in italiano, lo stesso dice: «È l’ora per il nostro Paese di dare alla costruzione delle fognature e dei conseguenti impianti epurativi quello sviluppo che il rinnovato ritmo della nostra vita civile richiede. Ma gli ingegneri italiani devono persuadersi in tempo – e senza che siano inutilmente ripetuti gli errori da cui altre nazioni si sono da poco ravvedute – che, se i principi fondamentali regolanti la epurazione dei rifiuti liquidi sono sufficientemente chiari e semplici, i particolari di questa tecnica presentano ancora moltissime incognite, ed il progetto, la costruzione e soprattutto la conduzione degli impianti, richiedono una somma di conoscenze specifiche quali non è possibile pretendere dal tecnico generico. Si impone perciò anche in Italia la formazione di tutta una schiera di specialisti – ingegneri, chimici, batteriologi, - i quali, severamente preparati, nella conoscenza teorica dei processi e lungamente addestrati ad una pratica quotidiana, siano in grado di risolvere le difficoltà che, da caso a caso, si presentano con aspetti sempre diversi».
Pertanto, con la realizzazione della stazione sperimentale di Foggia nel 1931 e con la realizzazione dell’impianto di depurazione di Potenza nel 1935 il prof. Ippolito, diffondendo ed integrando l’opera di Imhoff, dà avvio alla moderna concezione della depurazione delle acque reflue urbane in Italia e tra i primi in Europa e nel mondo.

## Galleria d'immagini

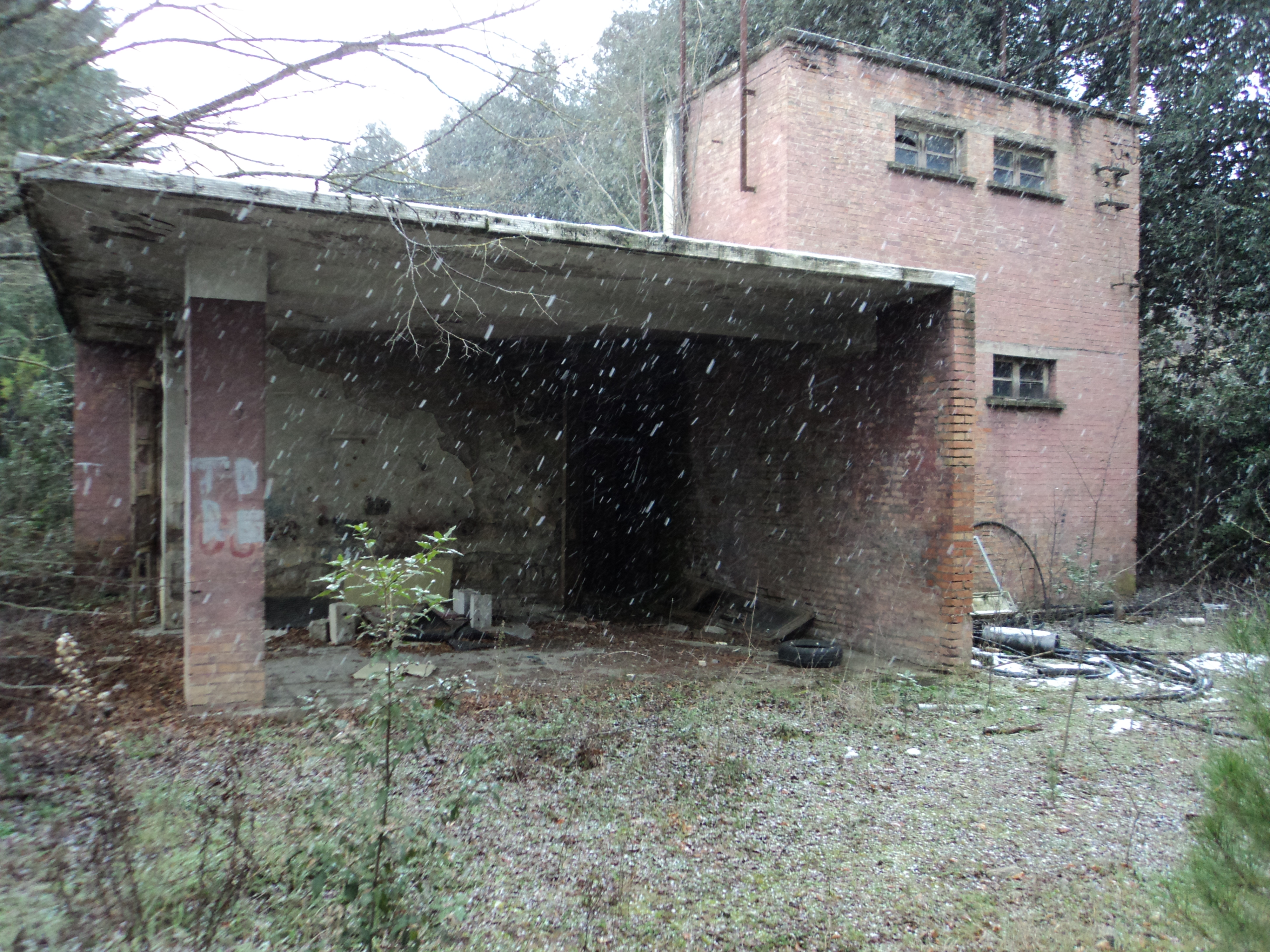
Fabbricato uffici e laboratorio
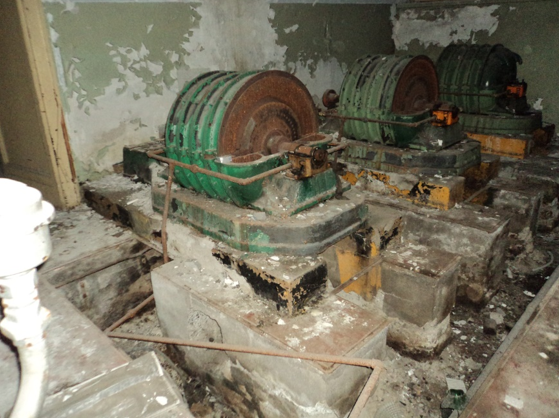
Compressori dell'impianto
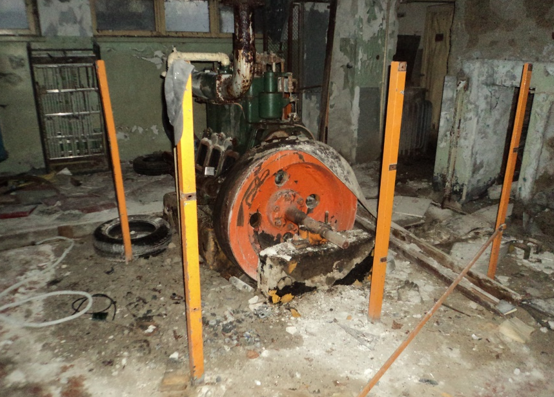
Motore a gas
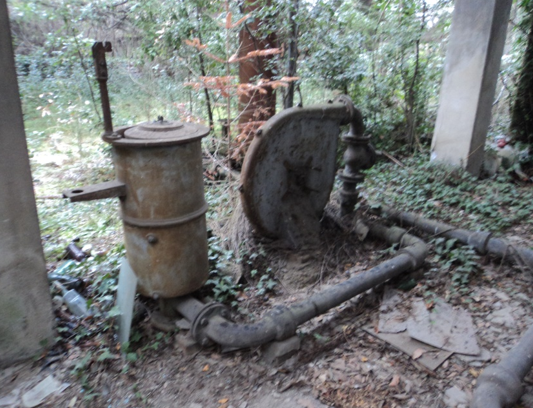
Apparecchiature elettromeccaniche
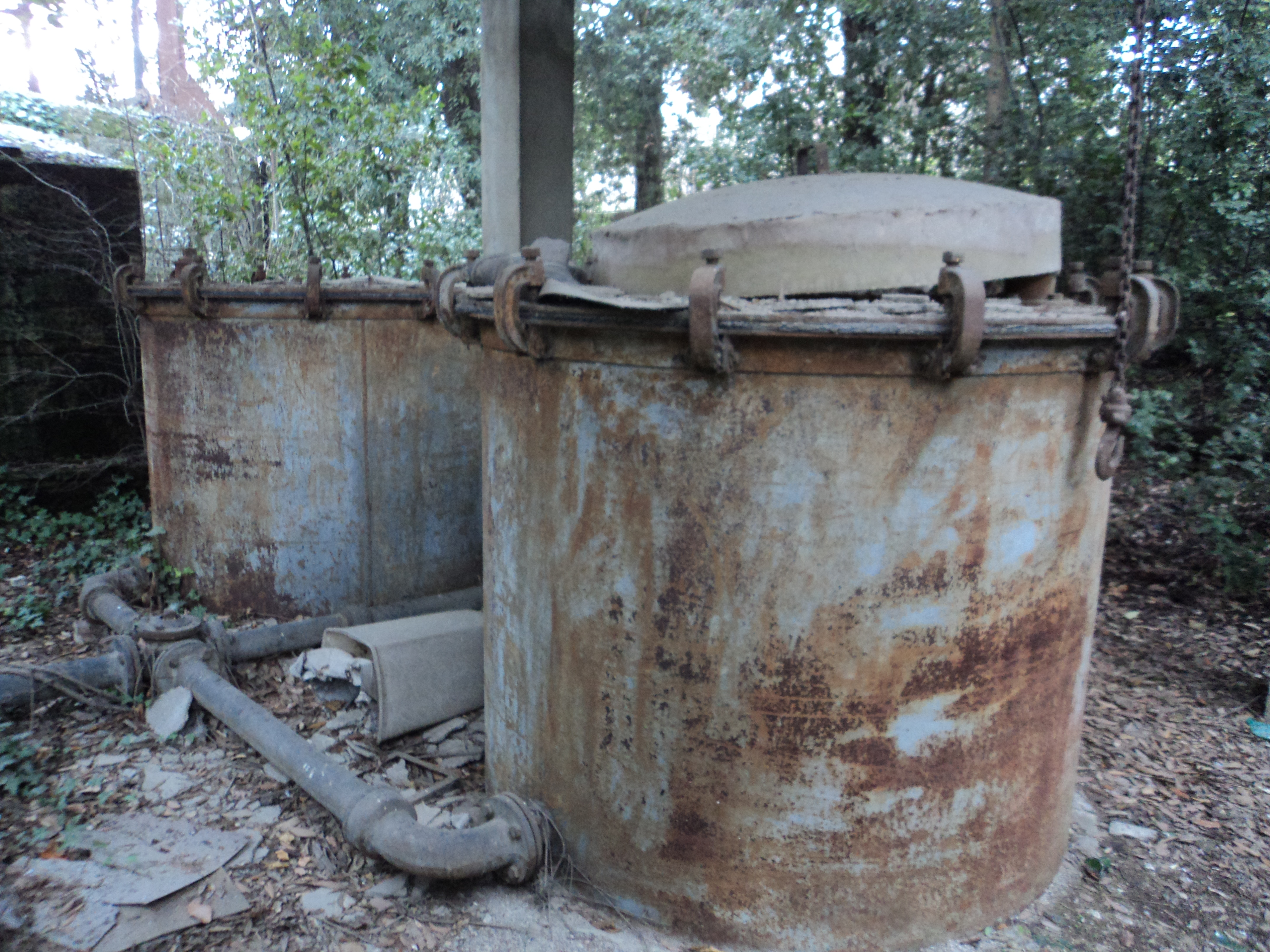
Particolare dotazioni gasometro
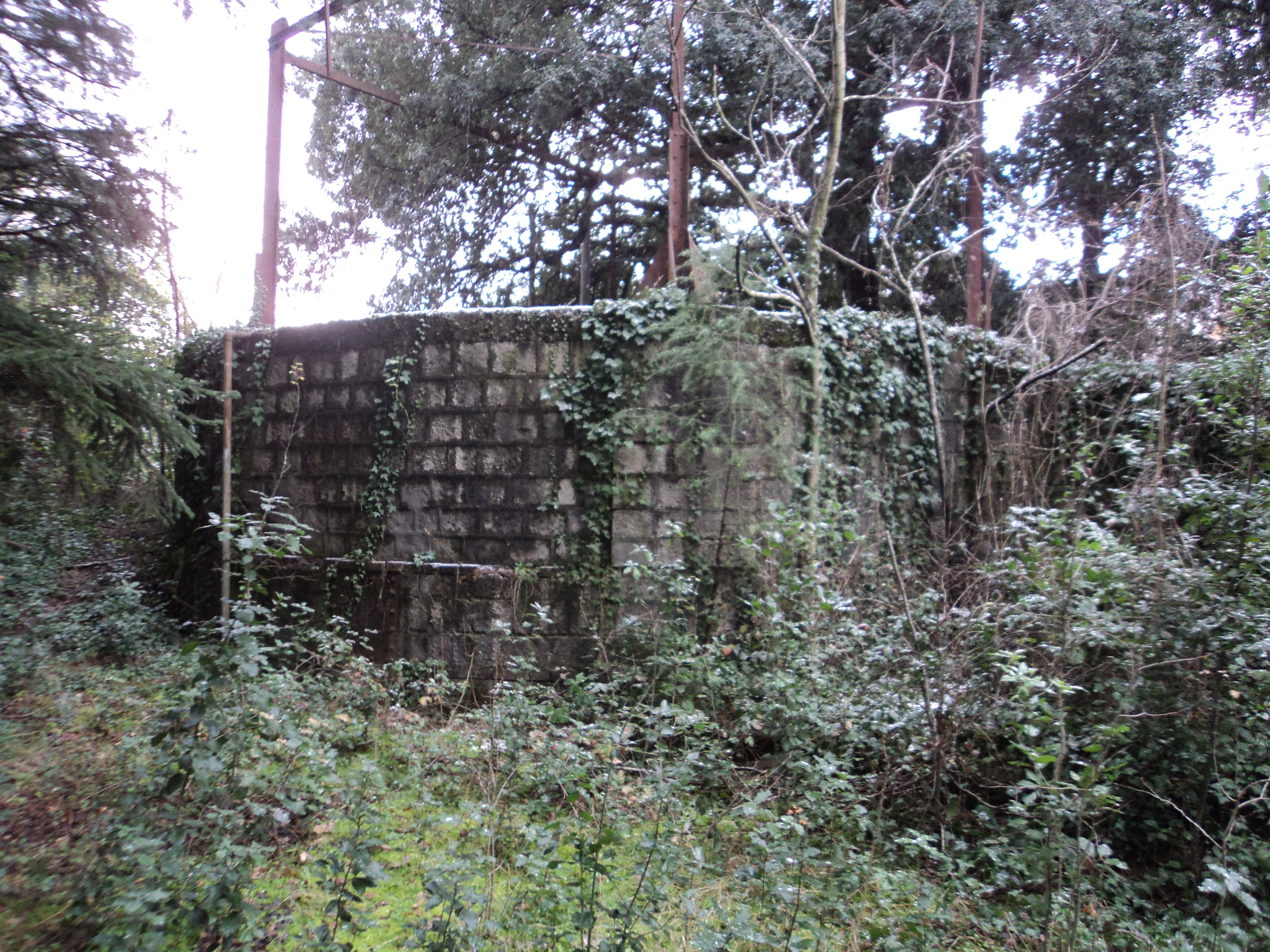
Gasometro
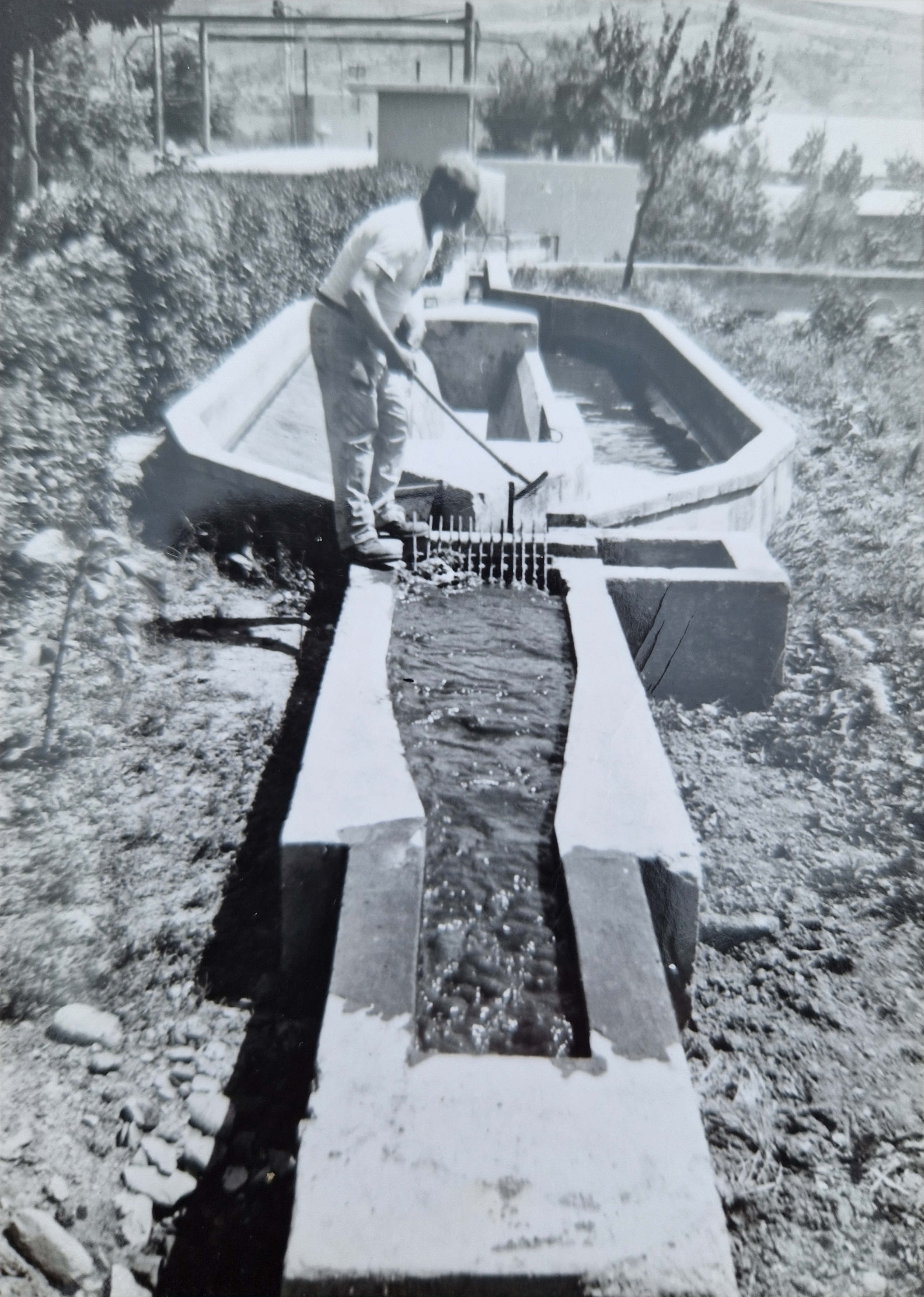
Canale di grigliatura
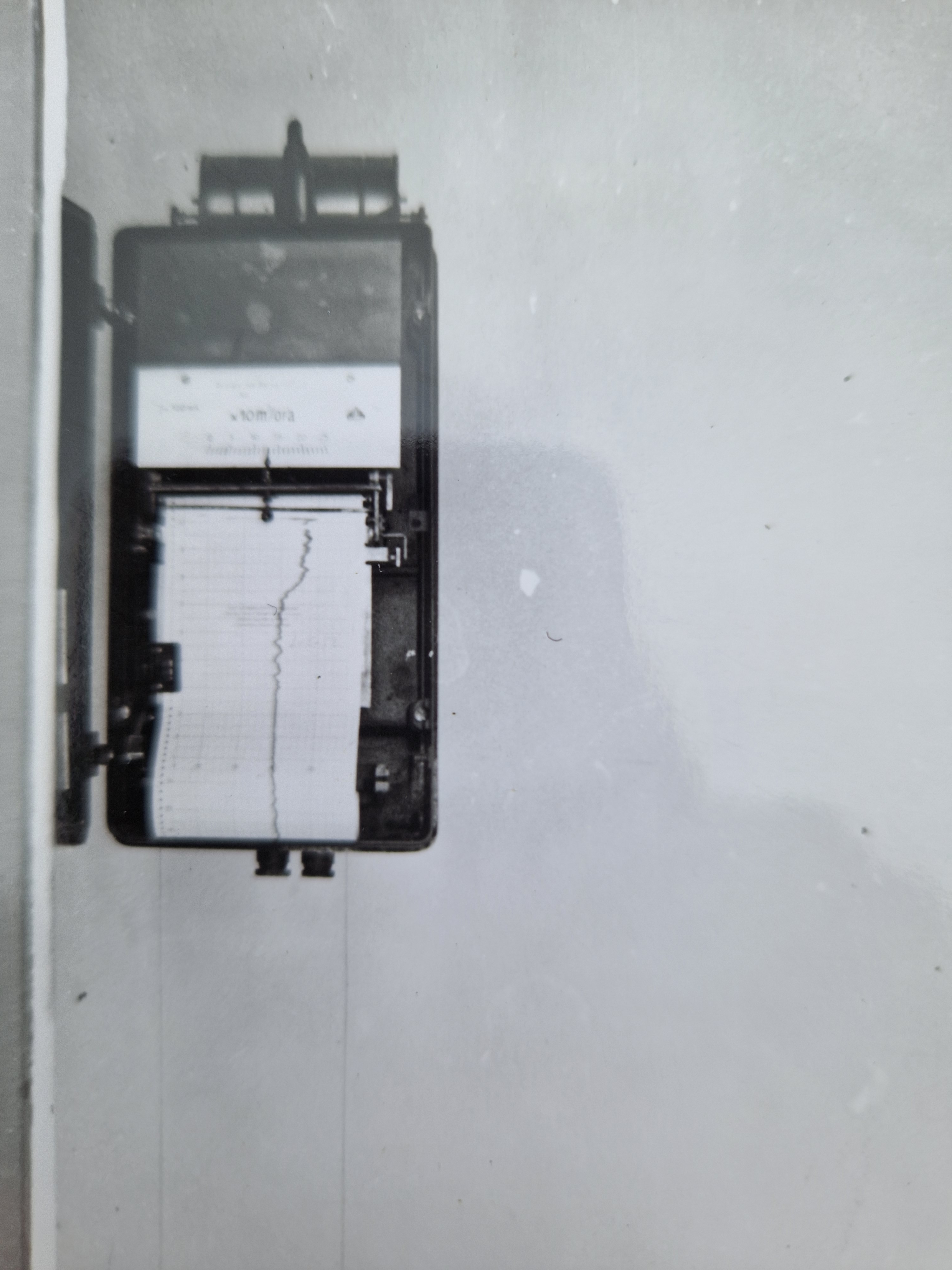
Misuratore di portata
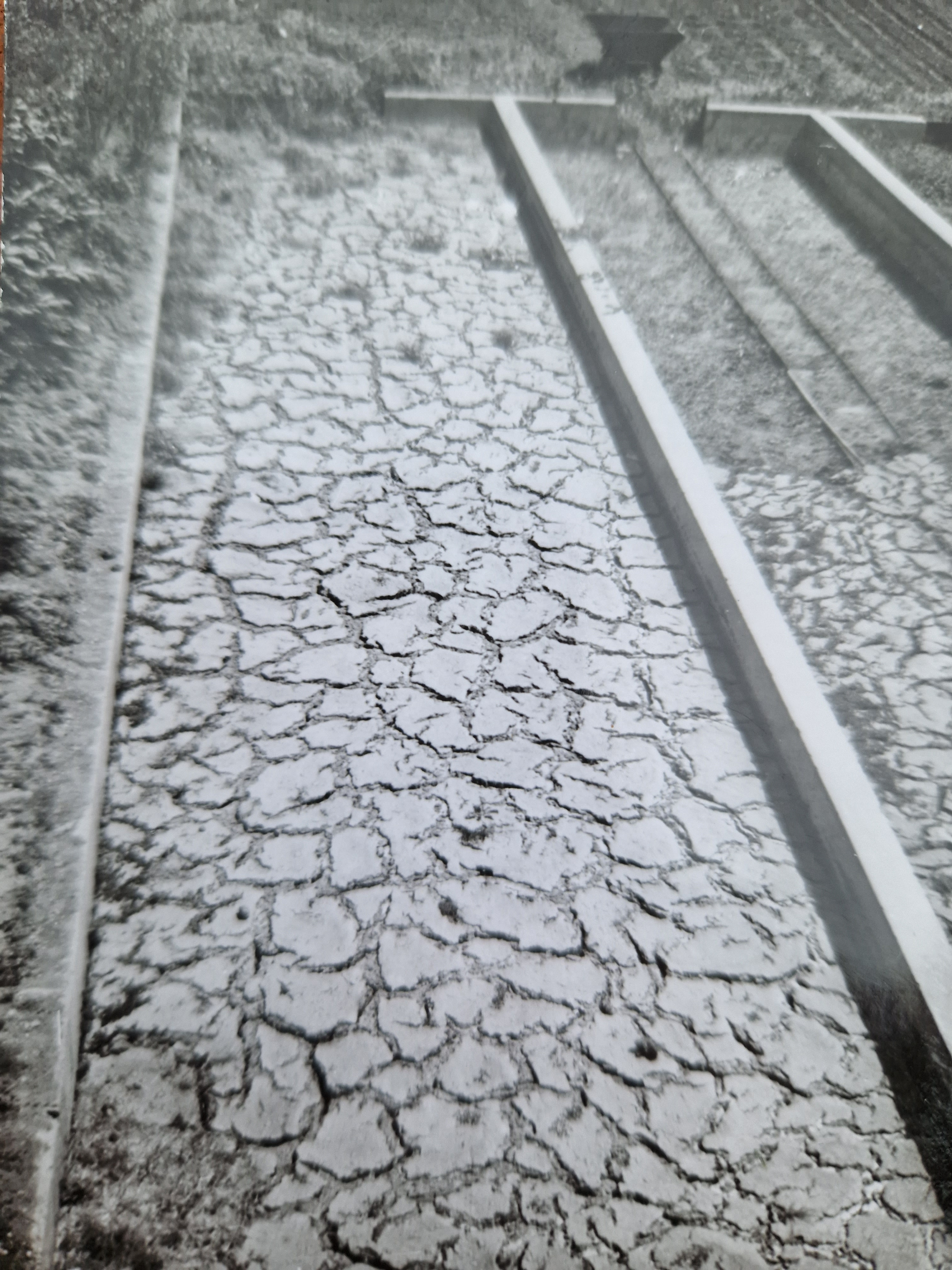
Letti di essiccamento
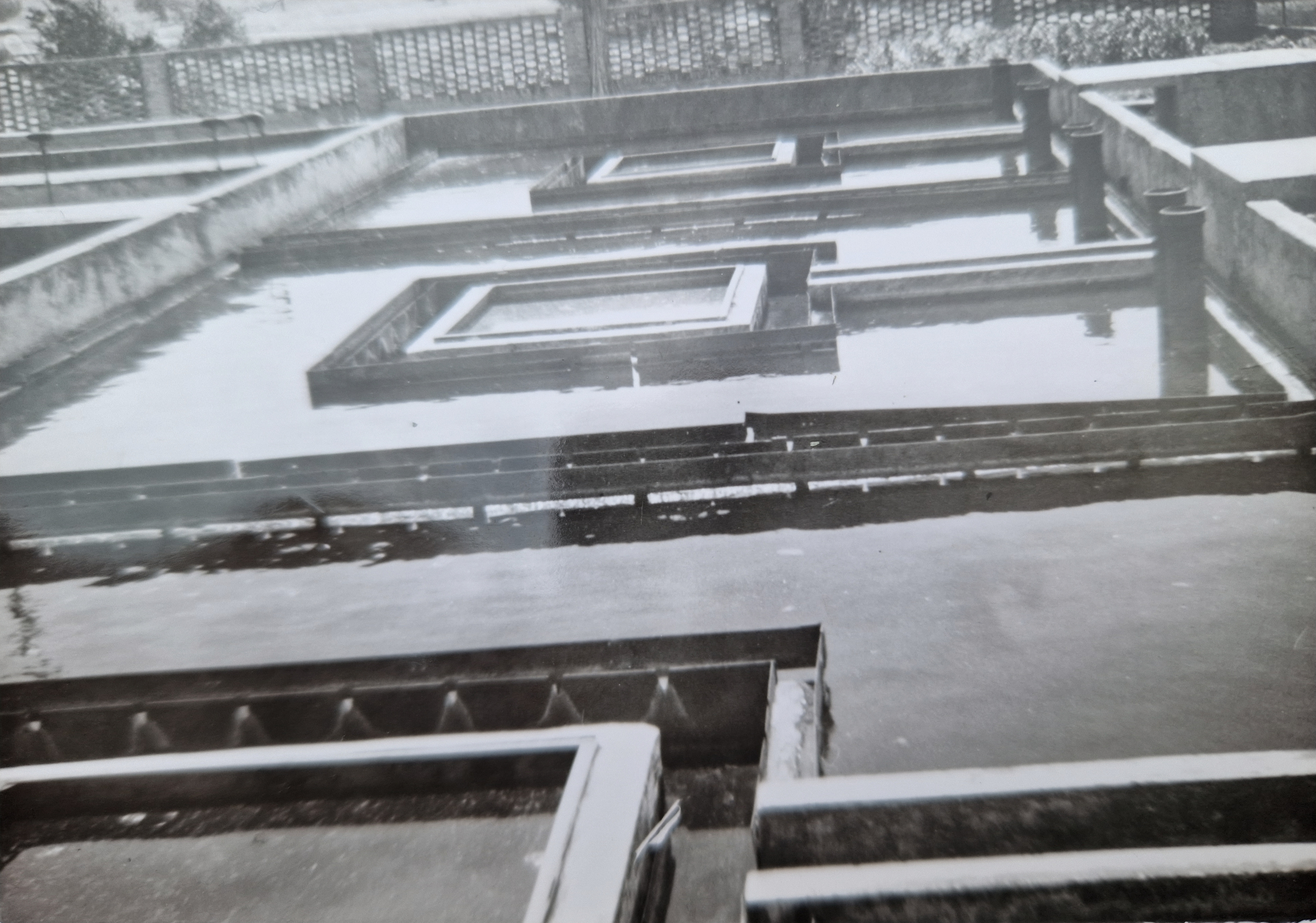
Fase del processo di rimozione degli inquinanti
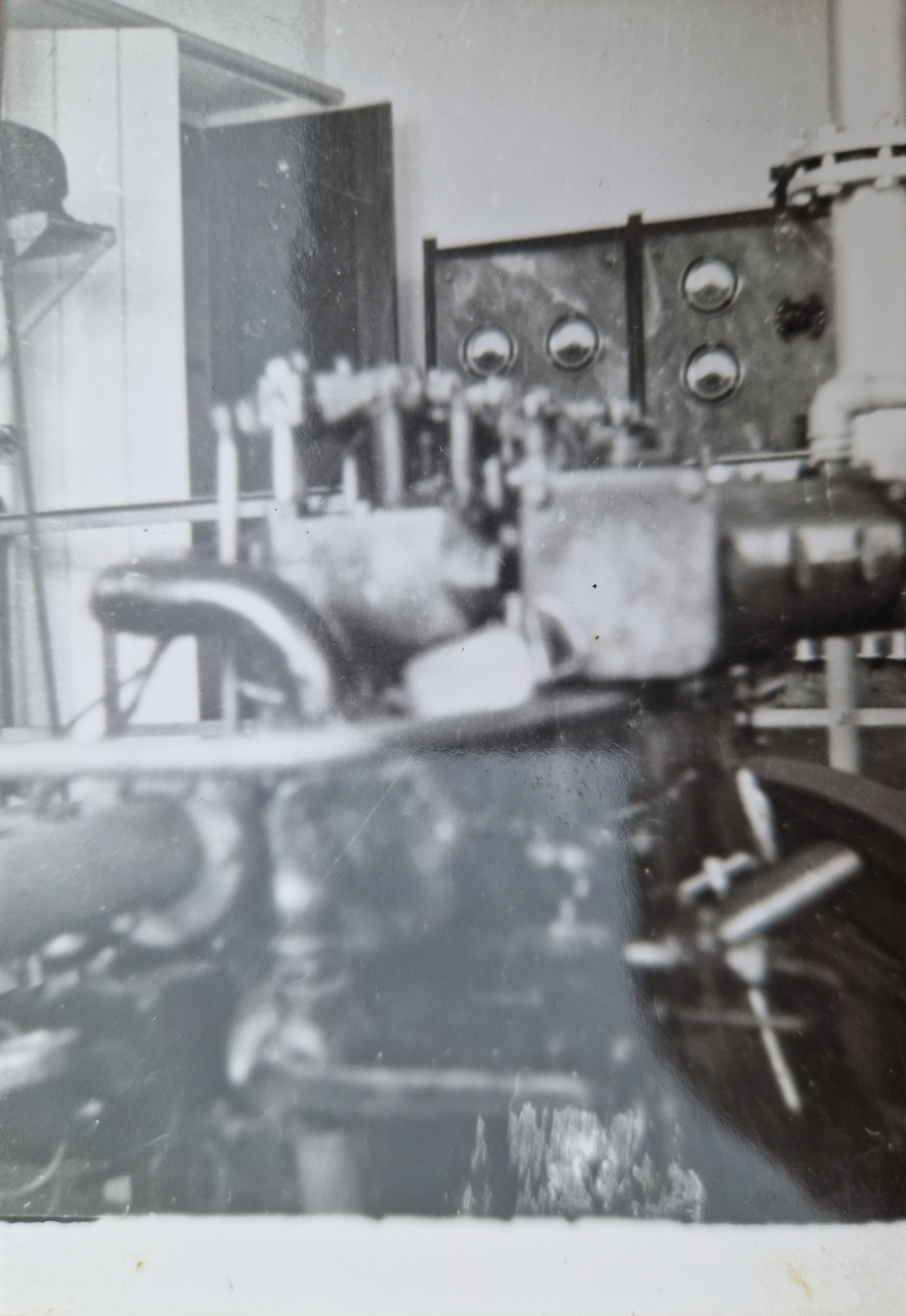
Sala Macchine
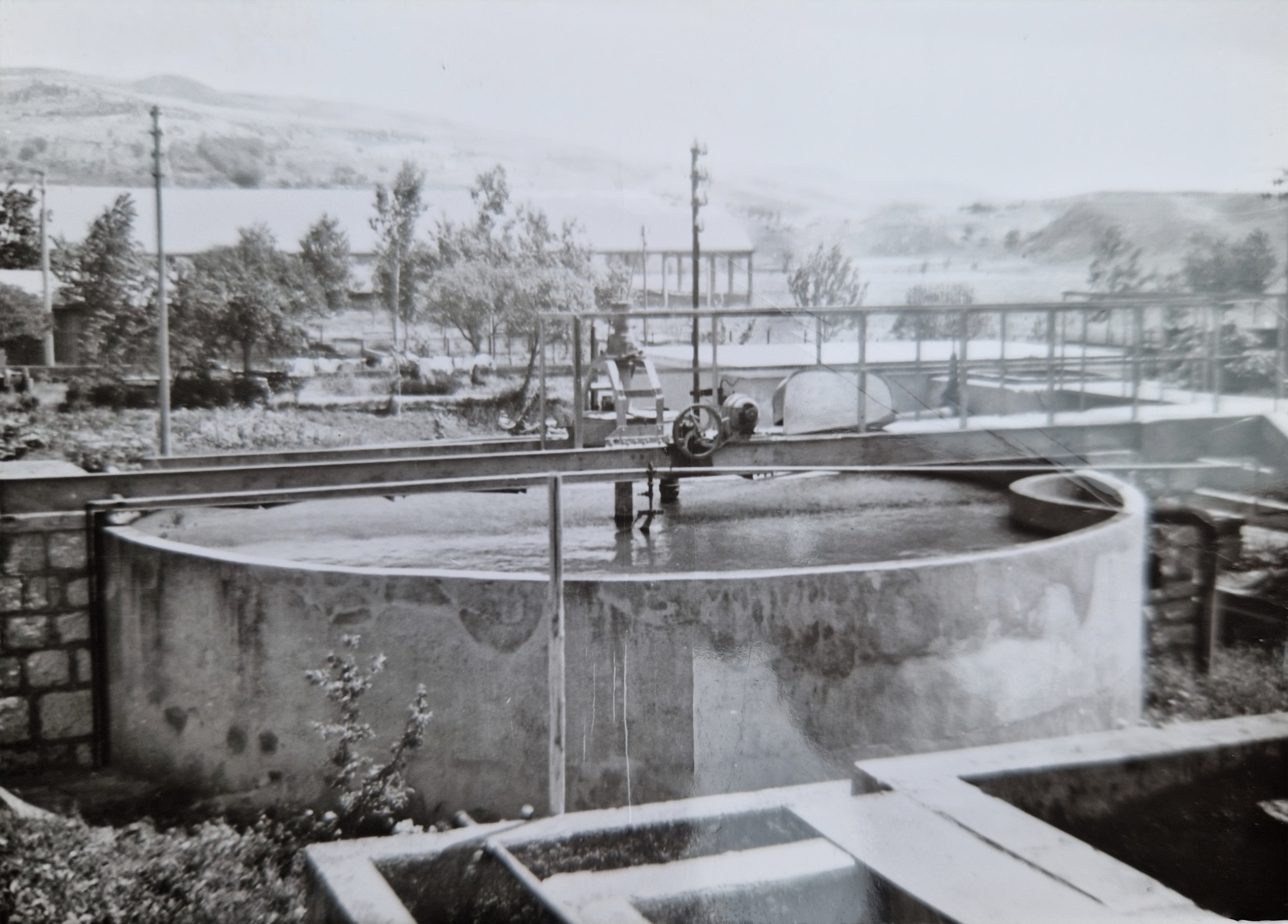
Sedimentatore
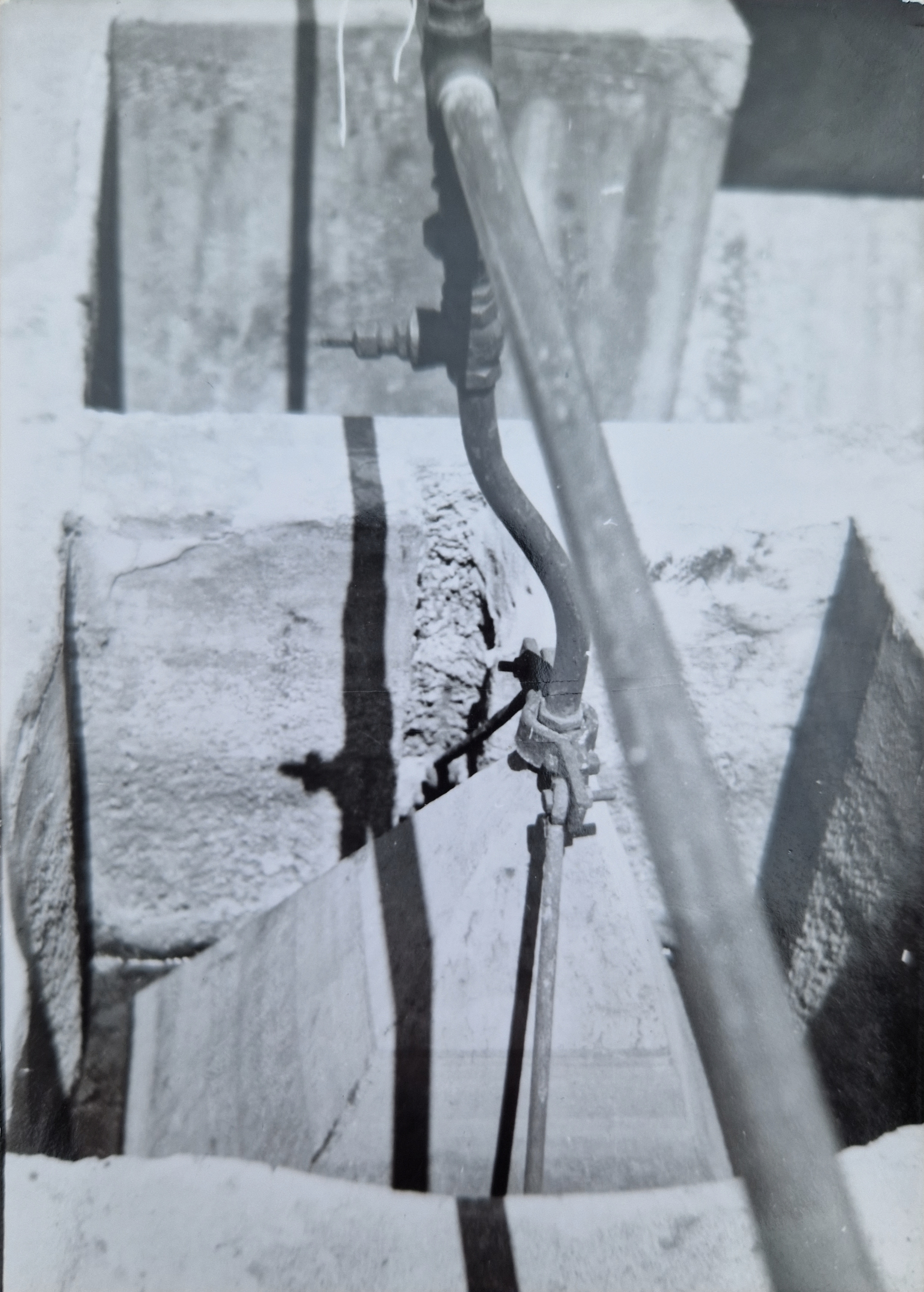
Particolare impianto
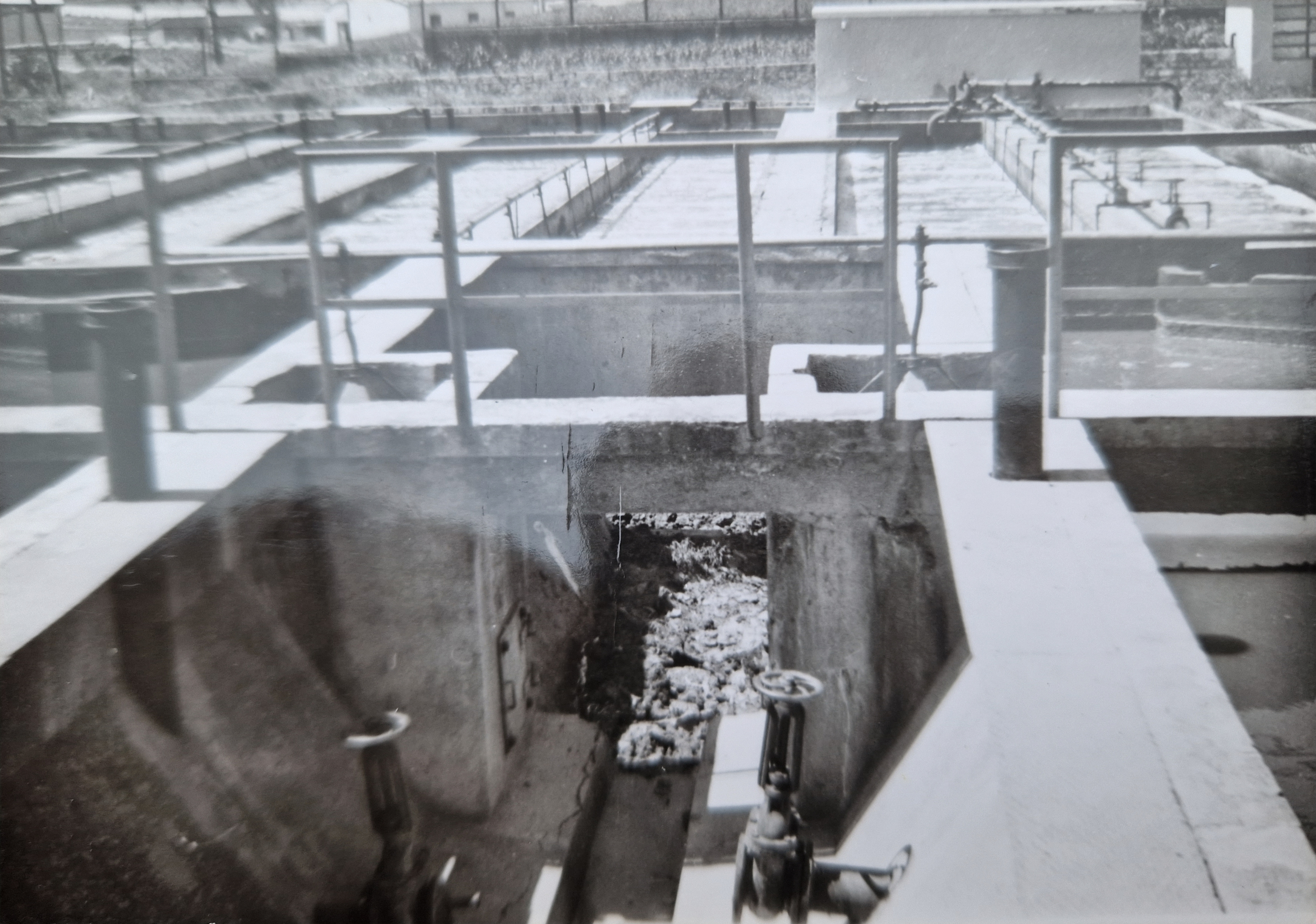
Vasche di ossidazione
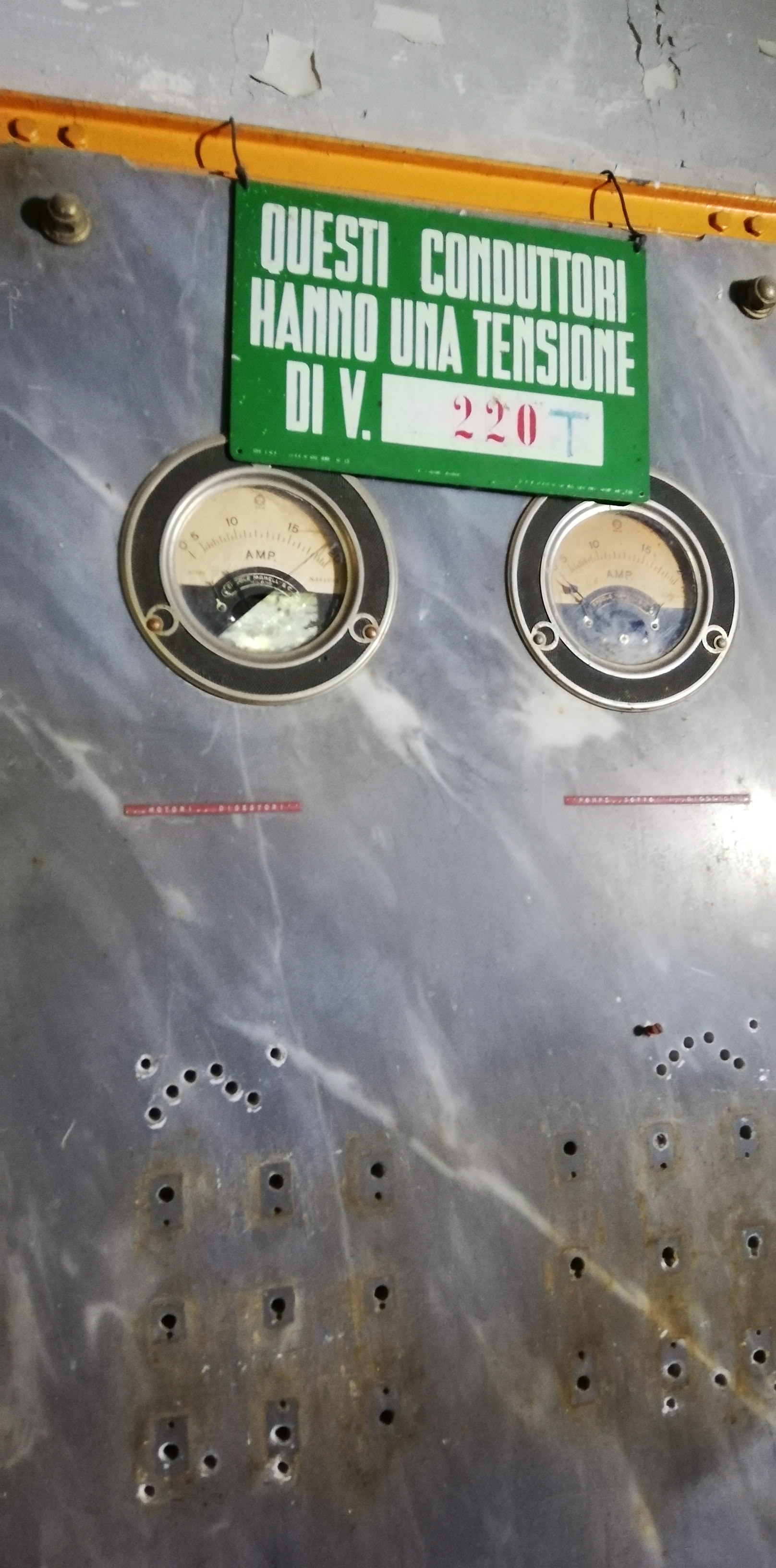
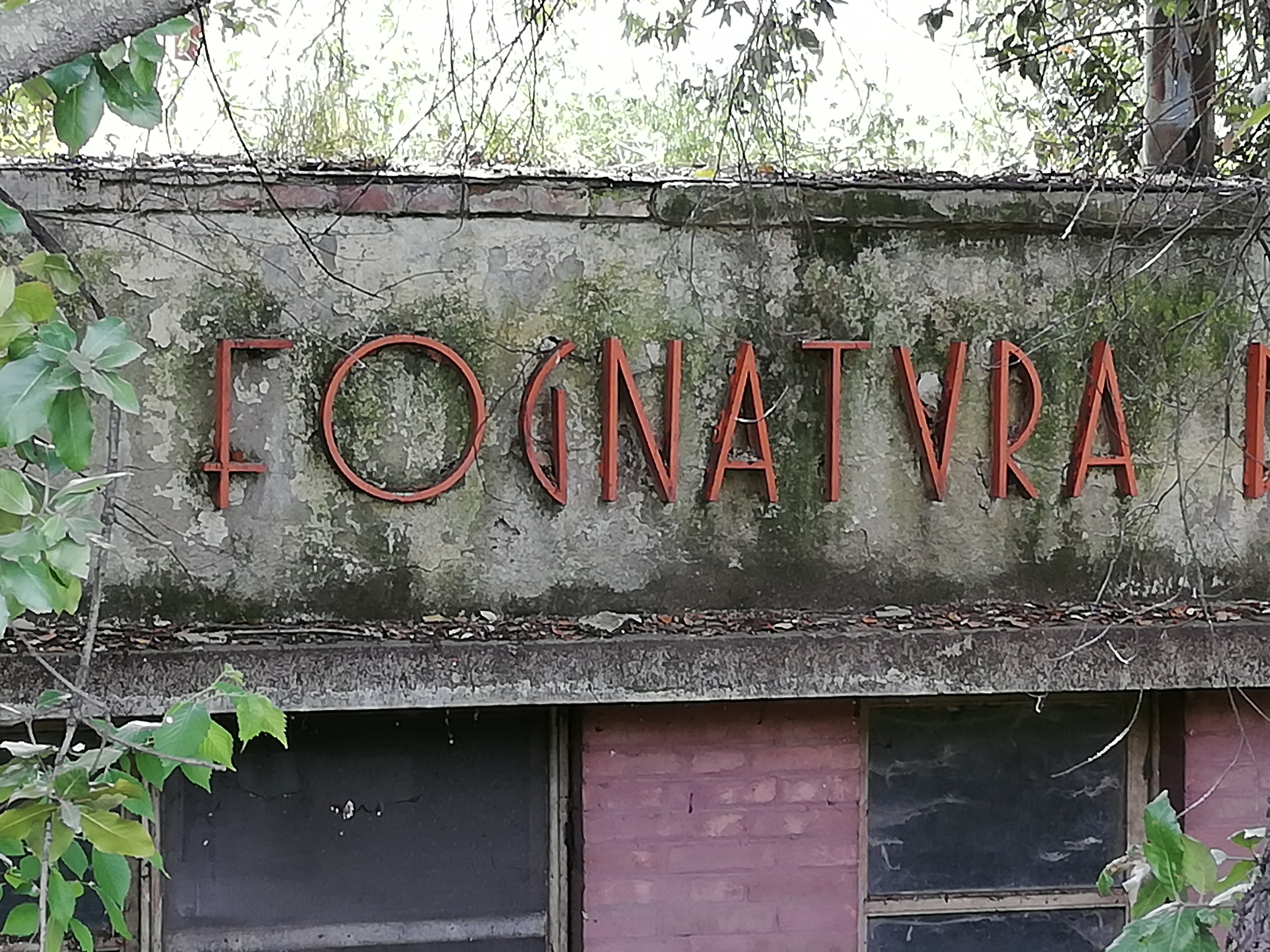
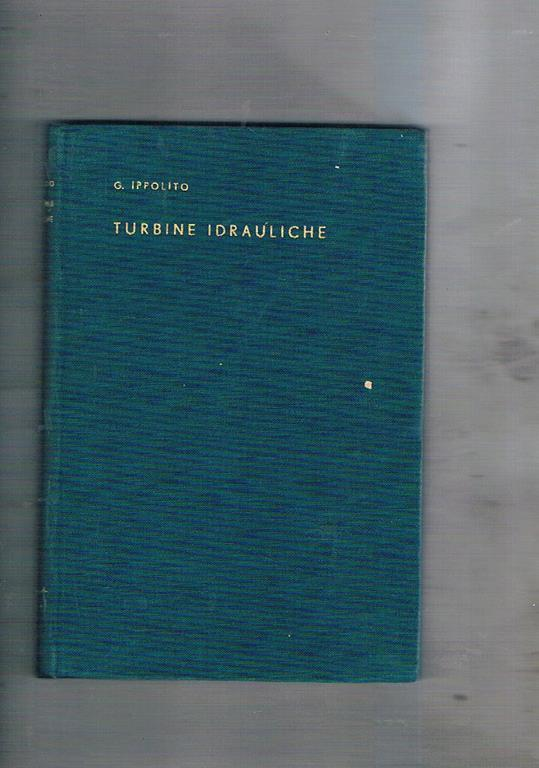
Turbine Idrauliche. G.Ippolito
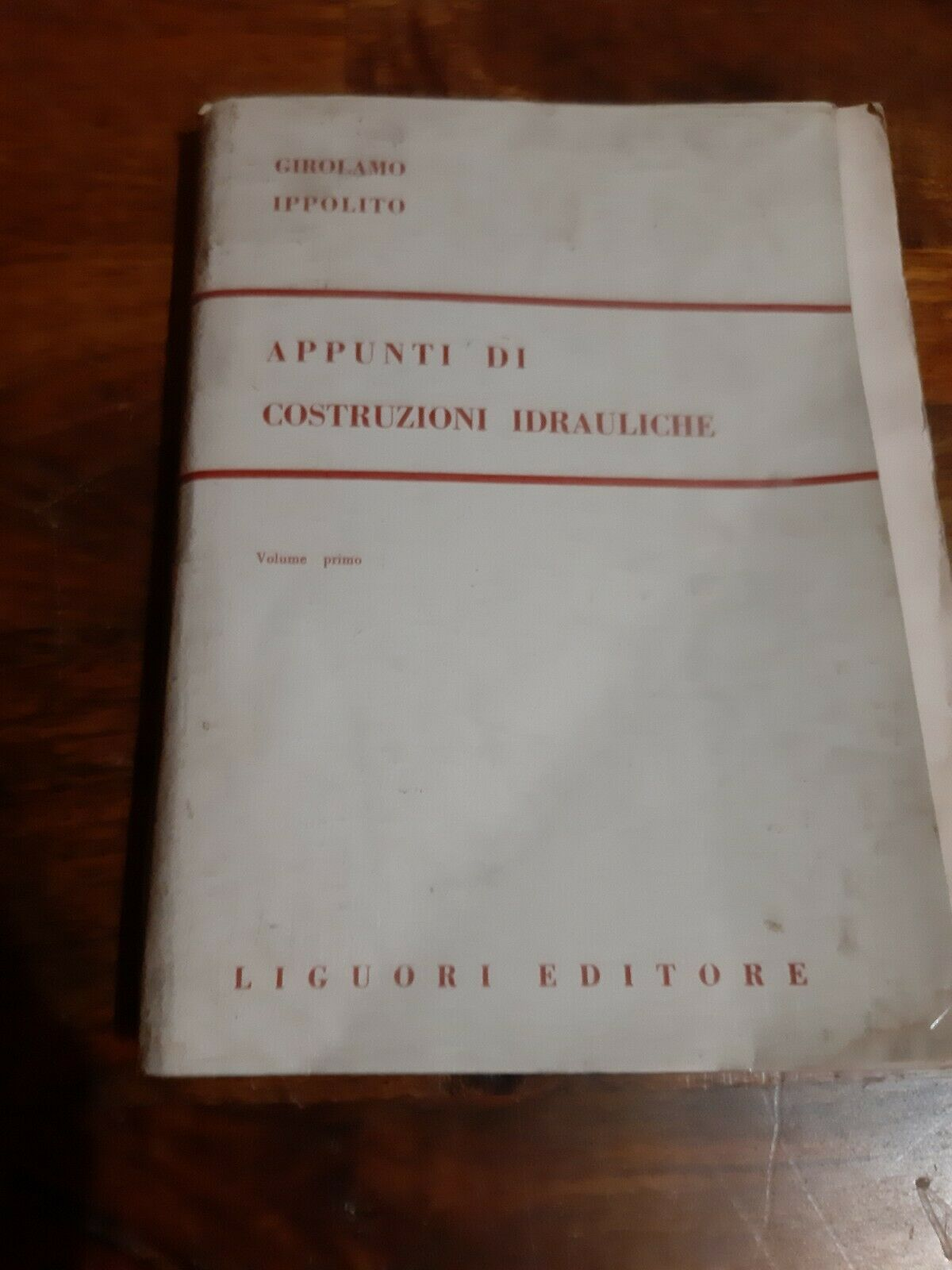
Appunti di Costruzioni Idrauliche - Volume 1
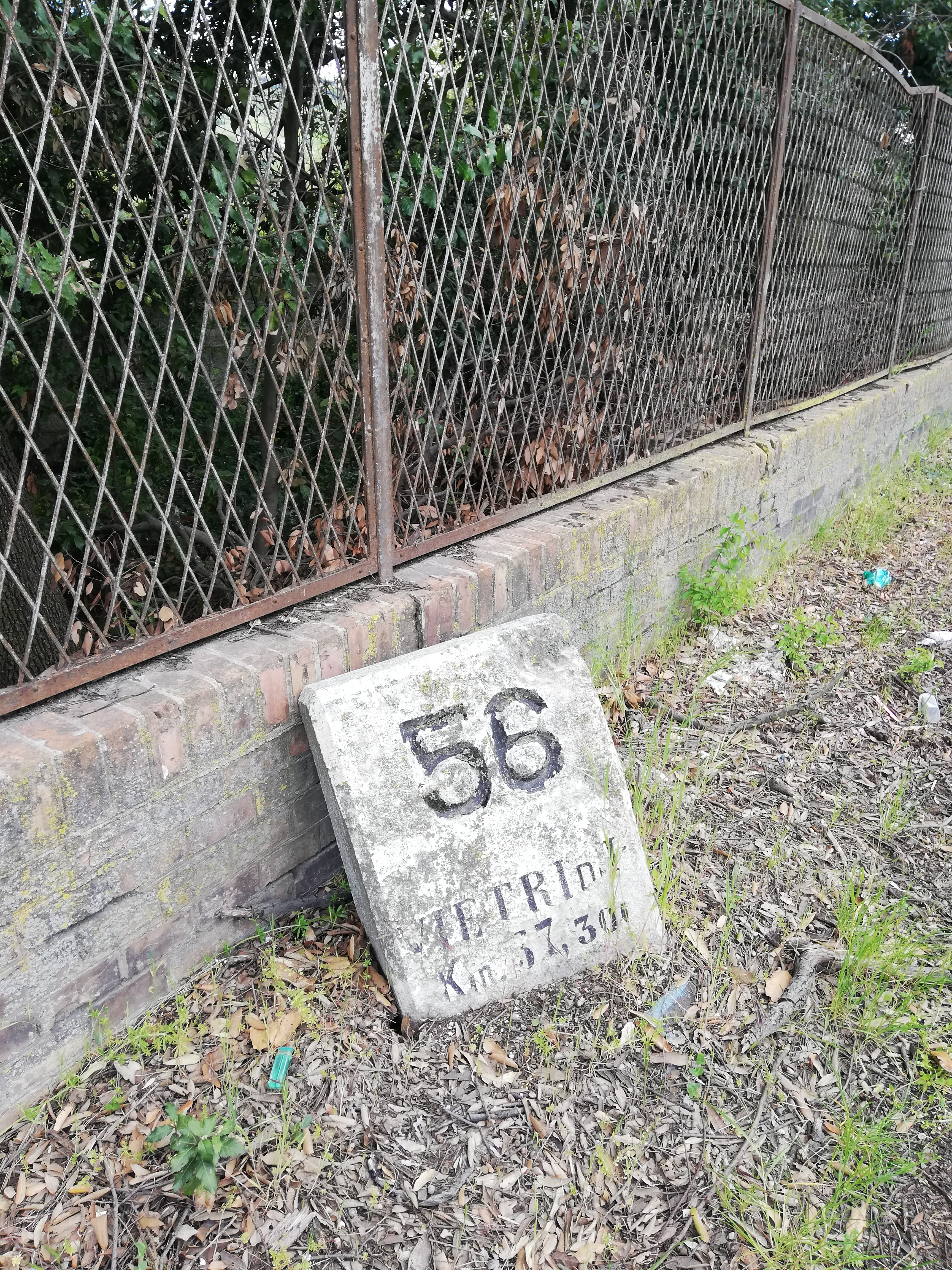
Segnalazione della progressiva chilometrica